# آنتیوم
آنتیوم (انگلیسی: Antium) یک شهر ساحلی  تاریخ باستان در لاتیوم، در جنوب رم، بود. یک  اوپیدوم توسط مردم فرهنگ لطیال (قرن یازدهم قبل از میلاد یا آغاز هزاره اول قبل از میلاد) تأسیس شد،  سپس این مکان دژ اصلی قوم ولسکیان شد تا آنکه توسط رومیان فتح شد.